# Pacifisticuffs
Pacifisticuffs è il quarto album in studio del gruppo avant-garde metal svedese Diablo Swing Orchestra, pubblicato nel 2017.

## Tracce
1. Knucklehugs (Arm Yourself with Love) – 2:26
2. The Age of Vulture Culture – 5:00
3. Superhero Jagganath – 5:41
4. Vision of the Purblind – 1:01
5. Lady Clandestine Chainbreaker – 4:50
6. Jigsaw Hustle – 4:52
7. Pulse of the Incipient – 0:34
8. Ode to the Innocent – 3:49
9. Interruption – 5:21
10. Cul-de-Sac Semantics – 1:09
11. Karma Bonfire – 4:14
12. Climbing the Eyewall – 4:40
13. Porch of Perception – 0:43

## Formazione
- Kristin Evegård – voce, piano
- Daniel Håkansson – voce, chitarra
- Pontus Mantefors – chitarra, sintetizzatore, effetti, voce
- Anders "Andy" Johansson – basso
- Johannes Bergion – violoncello, cori
- Martin Isaksson – tromba, cori
- Daniel Hedin – trombone, cori
- Johan Norbäck – batteria